# Nezavisne novine
Nezavisne novine (dt. etwa Unabhängige Nachrichten oder Unabhängige Zeitung) ist eine Tageszeitung aus Banja Luka, Bosnien und Herzegowina. Sie wurde im Dezember 1995 von Željko Kopanja gegründet und erschien zunächst wöchentlich. Die Zeitung hatte 2001 eine Auflage von 11.000 und 2008 eine Auflage von 20.000–25.000.
Nezavisne novine gehörte zu den ersten Medien in der Republika Srpska, die über Kriegsverbrechen berichteten. Ihr wird eine Nähe zum langjährigen Oppositionsführer und heutigen Ministerpräsidenten der Republika Srpska, Milorad Dodik, nachgesagt. Andererseits gilt sie als unabhängig und wird auch in der Föderation gelesen.
Die Verlagsgesellschaft der Zeitung betreibt seit 1997 auch einen Radiosender, Nes radio. Zeitweilig gab sie auch eine Frauenzeitschrift namens Minja heraus.
Im Oktober 1999 wurde auf den Gründer und Herausgeber der Zeitung, Željko Kopanja, ein Bombenanschlag verübt, bei dem er beide Beine verlor. Das Attentat wurde nie aufgeklärt. Im Jahre 2000 erhielt Kopanja den International Press Freedom Award.
Langjähriger Chefredakteur war Dragan Jerinić. 2009 wurde er von Borjana Radmanović-Petrović abgelöst.